# Dyrol Burleson
Dyrol Burleson (Saginaw, 27 aprile 1940) è un ex mezzofondista statunitense.

## Biografia
Fu campione nazionale AAU sui 1500 m nel 1959, 1961 e 1963 e fu campione NCAA sui 1500 m nel 1960 e sul miglio nel 1961 e nel 1962. Burleson fu primo ai Giochi Panamericani del 1959 e nel maggio del 1962 stabilì il record mondiale della staffetta 4x1 miglio.
Partecipò a due edizioni dei Giochi olimpici, a Roma 1960 e Tokyo 1964, piazzandosi rispettivamente al sesto e quinto posto nella finale dei 1500 metri.
Nel 2010 fu inserito nella National Track and Field Hall of Fame.

## Palmarès
| Anno | Manifestazione      | Sede    | Evento       | Risultato | Prestazione | Note  |
| ---- | ------------------- | ------- | ------------ | --------- | ----------- | ----- |
| 1959 | Giochi panamericani | Chicago | 1500 m piani | Oro       | 3'49"1      |       |
| 1960 | Giochi olimpici     | Roma    | 1500 metri   | 6º        | 3'40"9      | [ 2 ] |
| 1964 | Giochi olimpici     | Tokyo   | 1500 metri   | 5º        | 3'40"0      | [ 3 ] |